# Bridgewater (New Hampshire)
Pour les articles homonymes, voir Bridgewater.
Bridgewater est une municipalité américaine située dans le comté de Grafton au New Hampshire. Selon le recensement de 2010, sa population est de 1 083 habitants.

## Géographie
La municipalité s'étend sur 21,43 milles carrés (55,5 km2), dont 0,20 milles carrés (0,52 km2) d'étendues d'eau.

## Histoire
Bridgewater devient une municipalité indépendante de New Chester en 1788, en intégrant quelques portions de communes voisines. Elle doit son nom à la ville de Bridgewater dans le Massachusetts, d'où était originaire une partie de ses habitants.